# Søren Flæng
Søren Flæng (* 25. Juli 1985 in Holstebro) ist ein ehemaliger dänischer Basketballspieler.

## Werdegang
Flæng spielte in der Jugend von B71 Holstebro. Der 2,07 Meter große Innenspieler wurde 2002 Mitglied des dänischen Erstligisten Hørsholm 79ers. Er weilte in der Saison 2004/05 in den Vereinigten Staaten und gehörte an der Salisbury High School (Bundesstaat Connecticut) der Basketballschulmannschaft an, spielte hernach bis 2008 wieder für Hørsholm.
In der Saison 2008/09 stand Flæng zunächst beim isländischen Erstligisten Tindastóll Körfubolti unter Vertrag. Er wurde bis Dezember 2008 in 14 Spielen eingesetzt und erzielte im Schnitt 11,9 Punkte sowie 6,5 Rebounds je Begegnung, ab Januar 2009 spielte er wieder in Hørsholm.
Ab 2000 spielte er beim Zweitligisten Lemvig Basket. Anfang Dezember 2014 zog sich Flæng aus Verletzungsgründen als Spieler aus dem Leistungsbasketball zurück. Er spielte noch unterklassig für B71 Holstebro.
Flæng kam in 13 Länderspielen der dänischen A-Nationalmannschaft zum Einsatz.